# Honda Indy 300 1999
Honda Indy 300 1999 var ett race som var den nittonde deltävlingen i CART World Series 1999. Racet kördes den 17 oktober på Surfers Paradise Street Circuit i Surfers Paradise i Gold Coast, Australien. Dario Franchitti tog maximala 22 poäng, genom att första ta pole position, sedan leda flest varv i racet, för att till slut ta hem segern i Australien för andra året i rad. Triumfen gav Franchitti fördel i mästerskapet inför avslutningen på Fontana, sedan tidigare mästerskapsledaren Juan Pablo Montoya för tredje gången kraschade bort sig från ett stadslopp. Max Papis och Adrián Fernández blev tvåa respektive trea i tävlingen.

## Slutresultat
| Plats | Förare               | Team                     | Grid | Kvaltid  |
| ----- | -------------------- | ------------------------ | ---- | -------- |
| 1     | Dario Franchitti     | Team KOOL Green          | 1    | 1.31,703 |
| 2     | Max Papis            | Team Rahal               | 11   | 1.33,503 |
| 3     | Adrián Fernández     | Patrick Racing           | 7    | 1.33,072 |
| 4     | Bryan Herta          | Team Rahal               | 2    | 1.32,595 |
| 5     | Michael Andretti     | Newman/Haas Racing       | 5    | 1.32,899 |
| 6     | Tony Kanaan          | Forsythe Racing          | 8    | 1.33,233 |
| 7     | Paul Tracy           | Team KOOL Green          | 4    | 1.32,700 |
| 8     | Robby Gordon         | Team Gordon              | 22   | 1.34,627 |
| 9     | Scott Pruett         | Arciero-Wells Racing     | 3    | 1.32,616 |
| 10    | Gualter Salles       | Bettenhausen Motorsports | 27   | 1.37,677 |
| 11    | Jan Magnussen        | Patrick Racing           | 19   | 1.34,099 |
| 12    | Michel Jourdain Jr.  | Payton/Coyne Racing      | 18   | 1.34,074 |
| 13    | Cristiano da Matta   | Arciero-Wells Racing     | 10   | 1.33,399 |
| 14    | Memo Gidley          | Payton/Coyne Racing      | 21   | 1.34,309 |
| 15    | Andrea Montermini    | All American Racing      | 25   | 1.36,101 |
| 16    | Juan Pablo Montoya   | Chip Ganassi Racing      | 6    | 1.33,018 |
| 17    | Greg Moore           | Forsythe Racing          | 12   | 1.33,553 |
| 18    | Jimmy Vasser         | Chip Ganassi Racing      | 17   | 1.33,969 |
| 19    | Mark Blundell        | PacWest Racing           | 23   | 1.34,847 |
| 20    | Naoki Hattori        | Walker Racing            | 20   | 1.34,243 |
| 21    | Hélio Castroneves    | Hogan Racing             | 16   | 1.33,869 |
| 22    | Al Unser Jr.         | Marlboro Team Penske     | 26   | 1.37,066 |
| 23    | Richie Hearn         | Della Penna Motorsports  | 24   | 1.35,640 |
| 24    | Patrick Carpentier   | Forsythe Racing          | 15   | 1.33,781 |
| 25    | Christian Fittipaldi | Newman/Haas Racing       | 13   | 1.33,577 |
| 26    | Maurício Gugelmin    | PacWest Racing           | 9    | 1.33,271 |
| 27    | Gil de Ferran        | Walker Racing            | 14   | 1.33,702 |